# The Mist
The Mist è un film horror del 2007 scritto e diretto da Frank Darabont.
Scritto e prodotto dallo stesso Darabont, la pellicola è la trasposizione cinematografica del racconto di Stephen King La nebbia (The Mist), contenuto nella raccolta Scheletri. Darabont aveva in precedenza già adattato per lo schermo altre due opere di King: Rita Hayworth e la redenzione di Shawshank e Il miglio verde. Il regista era interessato a trasporre sullo schermo cinematografico la novella The Mist sin dagli anni ottanta, ma all'epoca non era riuscito a concretizzare il progetto.
Il film è uscito nel circuito cinematografico degli USA il 21 novembre 2007, e in Italia a partire dal 10 ottobre 2008.

## Trama
David Drayton, pittore, sta completando un poster cinematografico nello studio di casa sua, in riva a un lago nel Maine, quando una forte tempesta obbliga lui, la moglie e il figlioletto Billy a rifugiarsi in cantina. Il giorno seguente i Drayton escono in giardino per constatare i danni provocati dal temporale e notano una massa di densa nebbia sospesa sul lago. Allo scopo di fare provviste, David, Billy e il loro vicino, l’avvocato Brent Norton (con il quale i rapporti non sono ottimi per alcuni screzi e una causa legale), si dirigono al supermercato in paese, dove sono già presenti quasi tutti gli abitanti locali. All'improvviso la nebbia avvolge il parcheggio, il supermercato e i negozi vicini. Il supermercato diviene così un rifugio per il personale e la clientela, i quali poco dopo scoprono che, nella nebbia, si nascondono creature sconosciute, orrende e aggressive: la prima vittima è Norm, un ragazzo che imbusta le spese, che viene aggredito e trascinato via da lunghi tentacoli comparsi nel magazzino.
Dopo aver constatato l'assurdità della situazione, le persone si dedicano a rafforzare la vetrata che dà sul parcheggio e a cercare qualche rudimentale arma, nel caso che le creature irrompano nell'edificio. Alcuni cominciano a credere alle farneticazioni apocalittiche della signora Carmody, eccentrica fanatica dell'Antico Testamento. Un altro gruppo, capitanato dallo scettico Norton, decide di uscire per cercare aiuto, ma vengono tutti uccisi da una qualche imprecisata bestia. Durante la notte creature simili a enormi insetti volanti e altre somiglianti a pterodattili sfondano il vetro e seminano il caos nel supermercato; i mostri vengono eliminati dagli sforzi congiunti di David, di Amanda Dunfrey (una giovane insegnante che fornisce l'unica arma da fuoco nel supermercato, un revolver) e del vicedirettore Olly Weeks, a sorpresa rivelatosi eccellente tiratore. Ma si contano due morti e una terza vittima (Joe Egleton) gravemente ustionata. Allo scopo di salvare Joe, David si unisce a una rischiosa spedizione per raggiungere la vicina farmacia e recuperare medicinali. La farmacia è però divenuta la tana di esseri aracnoidi, che imbozzolano alcune persone e causano altri morti; David e i superstiti, traumatizzati, tornano nel supermercato per scoprire che Joe è deceduto.
Il giorno successivo, in seguito al suicidio per impiccagione di due ufficiali della base militare non lontana dal lago, Morales e Donaldson, il soldato Jessup rivela che la causa dell'apparizione dei mostruosi esseri sembra essere un progetto militare in corso alla base chiamato "Punta di Freccia", atto ad aprire portali verso universi paralleli e che questo potrebbe essere la causa dell'arrivo della nebbia e delle creature che vi si nascondono. A questo punto la signora Carmody, ormai assunte le vesti di "messaggero di Dio", nel suo delirio condiviso ha convinto quasi tutti che occorrono sacrifici umani per placare l'ira divina. Dopo aver mandato a morte Jessup, secondo lei uno dei colpevoli della situazione, la Carmody intende sacrificare Billy: si sviluppa una breve colluttazione quando Olly, d'improvviso, uccide la fanatica con un colpo d'arma da fuoco. In questo modo David, il figlio, Amanda, gli anziani Reppler e Miller rimasti sempre lucidi, Olly e pochi altri fuggono dal supermercato; ma solo i primi cinque raggiungono il Land Cruiser di David che, per prima cosa, decide di tornare a casa sua per salvare la moglie. Ella, però, è rimasta vittima delle creature aracnoidi.
Distrutto, David decide di andare avanti con la poca benzina rimasta attraverso un Maine spettrale e abbandonato, distrutto dal passaggio e dall'invasione delle creature mostruose. Terminata la benzina e perso le speranze, David e gli altri adulti decidono tacitamente per il suicidio: David impugna la pistola di Amanda e li uccide tutti, compreso il figlio, per risparmiare loro una morte orrenda. Poiché non ci sono più cartucce, lo stravolto David esce dal veicolo pronto a farsi divorare dai mostri, impazzito per il dolore. La nebbia inizia a dissolversi e svela una colonna di mezzi militari, di cingolati con a bordo decine di superstiti (che escono dalla zona della cittadina, compresa la donna che all'inizio del film esce dal supermercato in cerca della figlia) e gruppi di soldati che stanno sterminando le creature. Capendo che alcuni minuti di attesa avrebbero fatto la differenza per Billy e gli altri, David cade a terra sconvolto, mentre due soldati con la maschera antigas lo osservano stupiti.

## Produzione
Il regista Frank Darabont aveva letto il racconto di Stephen King La nebbia all'interno dell'antologia Scheletri, e si era subito dimostrato interessato a ricavarne un film per il suo debutto sullo schermo come regista. Dopo aver girato il film Le ali della libertà, basato su un altro racconto di King, nell'ottobre 1994 Darabont ritornò sulla sua idea iniziale di trasporre in film The Mist. Prima però, Darabont si concentrò sul fortunato blockbuster Il miglio verde, ancora una volta tratto da un'opera di Stephen King. The Mist dovette attendere anche per la realizzazione di The Majestic con Jim Carrey, che ottenne un successo inferiore ai due lavori precedenti; fu dopo ciò che il regista discusse seriamente del progetto The Mist con la Paramount Pictures, essendosi nel frattempo assicurato i diritti del racconto. Nel dicembre 2004, Darabont riferì di aver iniziato la stesura della sceneggiatura per l'adattamento cinematografico della novella, e nell'ottobre 2006 il progetto passò dalla Paramount alla Dimension Films la quale Darabont accettò di collaborare a patto che non venisse cambiato per nessuna ragione il finale della sceneggiatura originale.
Il film era stato inizialmente concepito per essere interamente in bianco e nero, decisione bocciata dagli studio che hanno distribuito il film nelle sale a colori. Darabont ha dichiarato che, tra le due versioni, quella in bianco e nero (uscita in seguito per il mercato home video e ancora inedita in Italia) rimane la sua preferita.

### Sceneggiatura
Il regista Frank Darabont scelse di portare sullo schermo The Mist dopo le fortunate esperienze passate a dirigere di Le ali della libertà e Il miglio verde, che comunque erano due storie abbastanza lineari e con un lieto fine convenzionale, perché aveva deciso di voler girare un film forte, muscolare, un tipo di film totalmente differente rispetto ai precedenti. Darabont concepì un nuovo finale per il film, molto forte e drammatico. L'autore Stephen King lodò il nuovo finale ideato da Darabont, descrivendolo come "molto problematico" da gestirsi per gli studios hollywoodiani. King disse: «Il finale è una vera scossa - wham! È spaventoso. Ma le persone che vanno a vedere un film horror non necessariamente vogliono essere congedate con un lieto fine alla Pollyanna».
Darabont descrisse The Mist come un'opera atipica nel panorama cinematografico del tempo, con il suo mischiare mostri e paura dell'ignoto rispetto alla popolarità contemporanea dei film torture porn (vedi Hostel). Il regista voleva che The Mist fosse un ritorno a Paddy Chayefsky e a William Shakespeare, spiegando: «Il film tratta di persone che si confrontano con altre persone». Egli sottolineò che l'elemento di paura nel film viene espresso non tanto dalla presenza dei mostri, quanto dal modo in cui la gente è costretta a comportarsi in situazioni di pericolo. Darabont disse: «In che modo le persone diventano primitive? È una specie di Il signore delle mosche con dentro qualche mostro in più». Il regista fece anche dei parallelismi tra il suo film e l'episodio intitolato The Monsters Are on Maple Street della serie Ai confini della realtà e con il film del 1944 Prigionieri dell'oceano di Alfred Hitchcock.
Nel racconto originale, il personaggio di David Drayton, sposato, ha un incontro sessuale con Amanda Dumfries, anch'essa sposata. Darabont non volle che il personaggio maschile principale, "l'eroe protagonista", restasse coinvolto in una relazione extraconiugale. Invece, nel film, i personaggi interpretati rispettivamente da Thomas Jane e Laurie Holden mostrano di avere una forte intesa emotiva, ma senza particolari implicazioni sessuali.
Nel racconto originale, non c'è la scena finale in cui David Drayton spara a tutti gli occupanti della vettura per poi essere raggiunto dai militari, ma i fuggitivi restano tutti vivi e si dirigono, fuori della nebbia, verso il segnale di una stazione radio lontana. In entrambe le opere non c'è alcuna spiegazione del perché della nebbia e delle sue creature.
Anche se l'origine della nebbia non viene mai svelata in dettaglio nel film, Frank Darabont aveva scritto una scena d'apertura, successivamente scartata e mai girata, nella quale veniva mostrato un incidente in un laboratorio militare che avrebbe causato l'apertura del varco dimensionale.

### Riprese
Darabont iniziò le riprese di The Mist nella cittadina di Shreveport, in Louisiana, nel febbraio 2007. Il particolare design delle creature nel film, create con l'ausilio della computer grafica, fu un tentativo di discostarsi dal modo con il quale spesso i mostri erano stati rappresentati visivamente nei film passati. The Mist debuttò ufficialmente nei cinema degli Stati Uniti il 21 novembre 2007, ricevendo un buon responso di pubblico e recensioni tutto sommato positive.

## Personaggi
- Thomas Jane è David Drayton: un artista illustratore di poster cinematografici che si ritrova intrappolato nel supermercato insieme al figlioletto Billy.
- Laurie Holden è Amanda Dumfries: una giovane ed attraente insegnante, si ritrova da sola perché il marito è fuori città per lavoro.
- Nathan Gamble è Billy Drayton: il figlio di otto anni di David Drayton.
- Toby Jones è Ollie Weeks: il vicedirettore del supermarket. Nonostante il fisico non lo aiuti, è un eccellente tiratore con le armi da fuoco e si dimostra risoluto e coraggioso.
- Marcia Gay Harden è la signora Carmody: una solitaria donna del posto, fanatica religiosa con disturbi mentali.
- Frances Sternhagen è Irene Reppler: insegnante di scuola elementare. Nonostante l'età avanzata, si dimostra calma, competente e risoluta durante le situazioni difficili.
- Andre Braugher è Brent Norton: il vicino di casa di David; è un avvocato di successo a New York. Un anno prima aveva intentato una causa legale a David, perdendola.
- William Sadler è Jim Grondin: un meccanico locale.
- Alexa Davalos è Sally: una cassiera del supermarket che qualche volta ha fatto da babysitter a Billy.
- Jeffrey DeMunn è Dan Miller: un comune civile che è il primo ad accorgersi dei pericoli provenienti dalla nebbia.
- Melissa McBride è la donna che chiede di essere accompagnata a casa dai suoi figli, ma che nessuno aiuta.
- Buck Taylor è Ambrose Cornell: un uomo anziano che si allea con David.
- Sam Witwer è il soldato Wayne Jessup: un militare del posto intrappolato nel locale.
- Chris Owen è Norm: il giovane garzone del supermercato.
- Robert C. Treveiler è Bud Brown: il direttore del supermercato.
- Jackson Hurst è Joe Egleaton: un ragazzo che si ustionerà bruciandosi durante il combattimento contro i mostri volanti, morirà poco dopo a causa della mancanza di farmaci.
- Brandon O'Dell è Bobby Egleaton: cercherà di salvare il fratello Joe, cercando i farmaci nella farmacia, morirà durante l'attacco dei mostri ragno.

## Colonna sonora
Darabont scelse un approccio musicale minimale per The Mist, in modo da catturare l'atmosfera cupa del film e del suo tragico finale. Il regista dichiarò: «Certe volte la musica nei film risulta falsa. Ho sempre pensato che il silenzio fosse più terrorizzante. Abbiamo voluto ridurre al minimo l'accompagnamento musicale per mantenere uno stile documentaristico, da cinema verità». Darabont scelse di impiegare per la colonna sonora del film il brano The Host of Seraphim della band Dead Can Dance, un pezzo tetro e spirituale caratterizzato da un andamento cantilenante. Da fan dei Dead Can Dance, Darabont pensava che la canzone suonasse come "un requiem per la razza umana". La colonna sonora venne composta da Mark Isham.

## Critica
Nonostante la pellicola sia un classico monster movie all'americana, con qualche ingenuità nella psicologia dei personaggi e con alcuni luoghi comuni disseminati durante la pellicola, il tema centrale del film, che tratta di come le persone normali possano reagire ad avvenimenti eccezionali e di cosa siano capaci di fare se costrette da circostanze straordinarie, è trattato in maniera adeguata e con qualche spunto interessante. La trama rimanda a molti altri classici survival horror, dove uno sparuto manipolo di sopravvissuti lotta per restare in vita resistendo alle minacce esterne, ma è il finale così tetro e desolato (come già detto ideato dal regista) a distinguersi dal livello medio degli altri film contemporanei (o meno) di genere similare. Degno di nota è anche il particolare miscuglio di elementi science fiction ed horror che caratterizza l'atmosfera generale dell'opera.
Il critico cinematografico James Berardinelli scrisse del film: «The Mist è quello che un horror dovrebbe essere - dark, teso, e con abbastanza scene splatter da mantenere intatta l'attenzione degli spettatori. [...] Finalmente, dopo una lunga lista di fallimenti, qualcuno ha reso giustizia a uno dei racconti horror di King nel trasporlo al cinema. Sebbene non si possa definirlo il miglior film della stagione, è comunque un'opera da vedere assolutamente per chi ama il genere». Roger Ebert fu invece meno positivo nei confronti del film: «Se avete visto gli annunci o i trailer del film che suggeriscono l'idea di un film dove cose orribili balzano addosso alle persone, e pensate che vogliano invogliarvi a vedere questo film, avete ragione. È proprio quel genere di horror commerciale diretto in maniera professionale che pensate. Ma se credete che Frank Darabont abbia superato o almeno eguagliato sue opere precedenti come Le ali della libertà e Il miglio verde, rimarrete tristemente delusi».